# Silves (freguesia)
Silves is een plaats (freguesia) in de Portugese gemeente Silves en telt 10.768 inwoners (2001). De stad is gelegen aan de Rio Arade.

## Geschiedenis
Silves is een oude vestingstad; de vesting torent hoog boven de stad uit. De stad kwam tot bloei onder de Moorse heerschappij en heette vanaf de 8ste eeuw Xelb of Shilb. In 966 werd de stad geplunderd door Harald I van Denemarken. In de 11de en 12de eeuw was de stad de onafhankelijke taifa Silves. De stad vormde een belangrijke economisch en cultureel centrum en telde ruim 30.000 inwoners.
Tijdens de heerschappij van de Almohaden veroverde koning Sancho I van Portugal de stad met hulp van kruisvaarders in 1189. De inwoners, 20.000 of 30.000 in getal, kregen een vrije aftocht en trokken naar Sevilla. Deze kruisvaarders plunderden huizen en winkels in zo'n grote wanorde, dat Sancho hen naar hun schepen terugdreef. Hajib Al-Mansur Ibn Abi Aamir valt in 1191 de stad aan. De stad werd wederom welvarend en werd ook wel het Baghdad van het Westen genoemd.
In 1242 werd de stad door Paio Peres Correia, grootmeester van de Orde van Santiago veroverd op de laatste heerser, Ibn Afan. De grote moskee veranderde in een kathedraal (Sé Catedral). In 1491 werd de stad door Johan II van Portugal aan zijn vrouw Eleonora van Viseu geschonken.

## Bezienswaardigheden
Tegenwoordig is de vesting een belangrijke toeristische attactie, evenals het bevaren van de oude handelsroute over de Rio Arade naar Portimão.

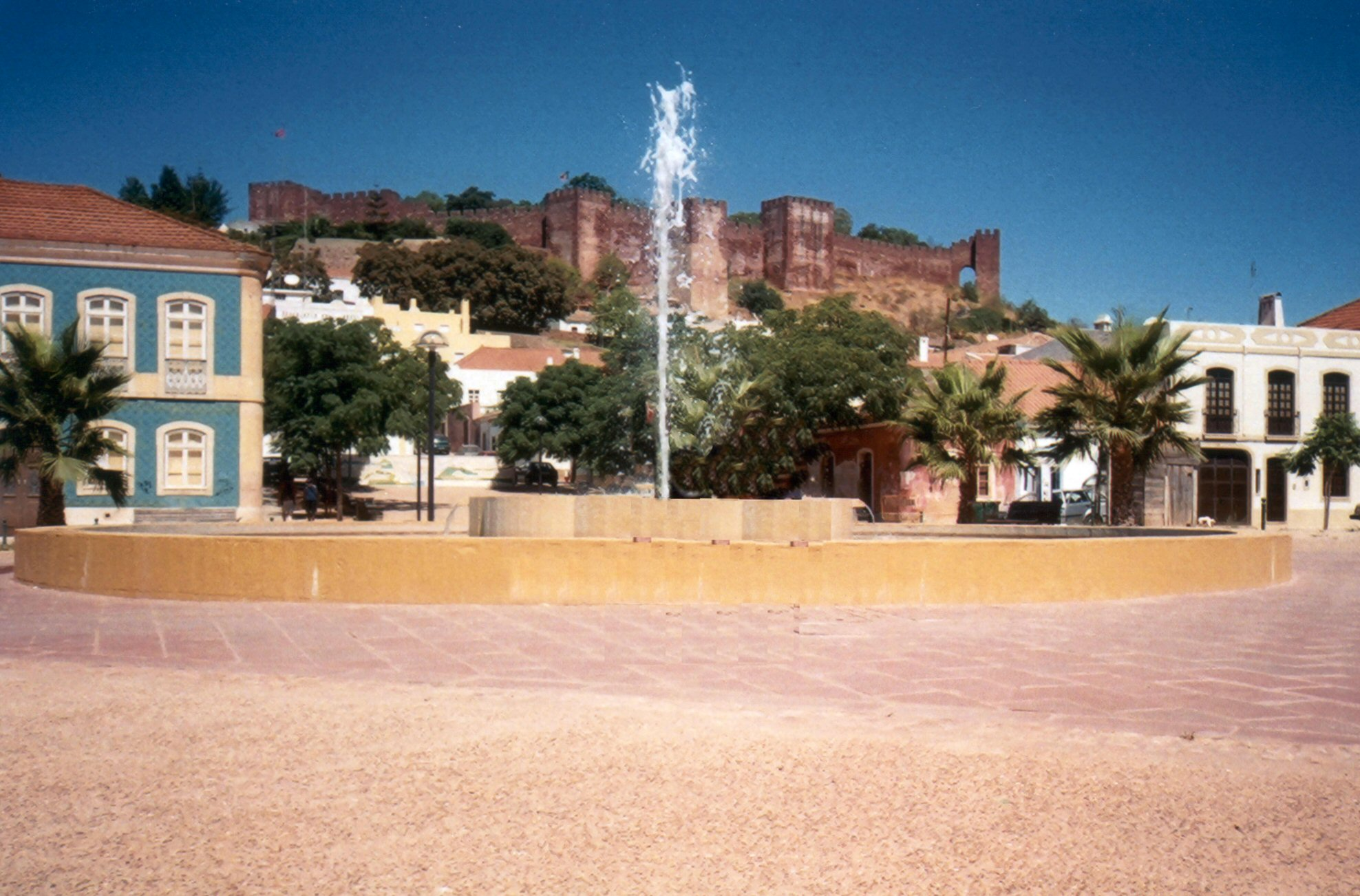
kasteel van Silves

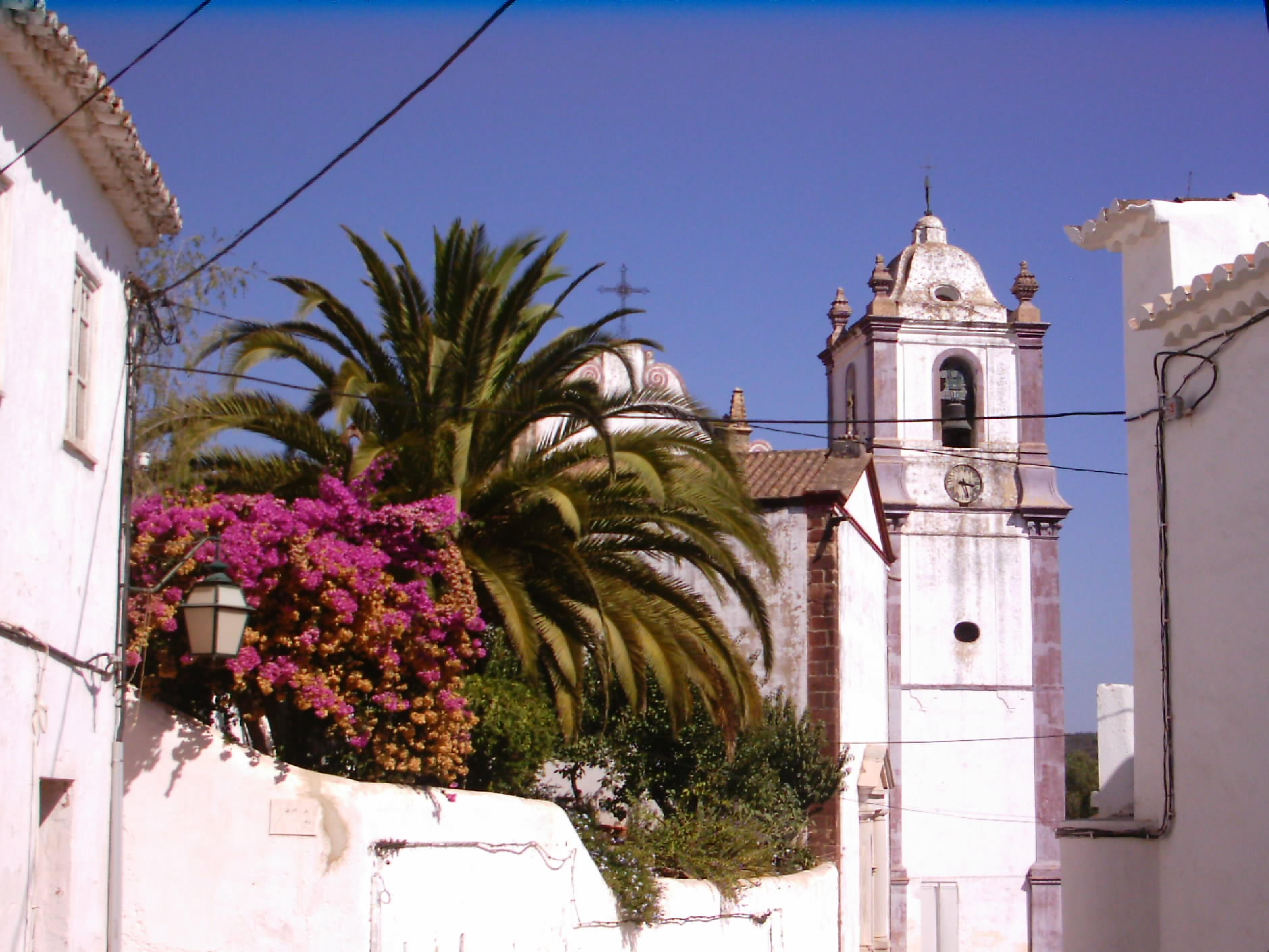
Silves